# Сабындыколь
Сабындыколь (каз. Сабындыкөл) — село в Мугалжарском районе Актюбинской области Казахстана. Входит в состав Ащисайского сельского округа. Код КАТО — 154835500.

## Население
В 1999 году население села составляло 269 человек (136 мужчин и 133 женщины). По данным переписи 2009 года, в селе проживало 145 человек (82 мужчины и 63 женщины).